# Erbschaft um Mitternacht (1939)
Erbschaft um Mitternacht (englischer Originaltitel: The Cat and the Canary) ist eine US-amerikanische Horror-Komödie von 1939.

## Handlung
Sechs Personen, die alle entfernt miteinander verwandt sind, werden von dem Rechtsanwalt Crosby in das Haus ihres verstorbenen Verwandten Mr. Cyrus Norman eingeladen. Denn als der reiche und exzentrische Mr. Norman starb, verfügte er, dass seine Erben exakt zehn Jahre nach seinem Tod sich zur Verlesung seines Testaments in seinem Haus versammeln sollen. Seine Haushälterin Miss Lu hat in der Zwischenzeit das in unwegsamen Sümpfen gelegene Haus in Ordnung gehalten. Als alle angekommen sind, öffnet Crosby den Safe mit den zwei Umschlägen, in denen sich das Testament befindet, und stellt fest, dass beide offenbar schon geöffnet wurden, jemand also schon über dessen Inhalt Bescheid weiß.
Im ersten Umschlag steht, dass Norman diejenigen, die seinen Namen tragen, als Erben einsetzt – was nur auf seine Nichte Joyce Norman zutrifft. Da es in seiner Familie häufiger zu Fällen von Geisteskrankheit kam, verfügt er weiter, dass, falls der Erbe innerhalb eines Monats sterben oder Anzeichen von Geisteskrankheit zeigen würde, ein im zweiten Umschlag genannter Erbe eingesetzt würde.
Da es schon spät in der Nacht ist und das in den Bayous von Louisiana liegende Haus schwer zu erreichen ist, verbringen alle die Nacht in dem Haus. Ein Mann namens Hendricks klopft an die Tür. Als Wärter einer nahegelegenen Irrenanstalt sei er auf der Suche nach einem entflohenen, gefährlichen Insassen. Hendricks beschreibt den Entflohenen als mordlustige Bestie, die sich katzenartig auf allen Vieren fortbewegt. Man solle daher vorsichtig sein. Joyce bekommt davon nichts mit, da sie in einem anderen Zimmer war, und die anderen verschweigen es ihr.
Später am Abend unterhält sich Joyce in der Bibliothek allein mit dem Rechtsanwalt Crosby, der sie offenbar vor etwas warnen möchte. Da öffnet sich hinter Joyce, sodass sie es nicht bemerkt, eine Geheimtür im Bücherregal und der sich dort anlehnende Crosby wird von einer Hand hinter die Wand gezogen. Sein Verschwinden ist für Joyce unerklärlich, und da die anderen bezweifeln, dass er überhaupt im Raum war, sieht Joyce’ Tante Susan darin schon erste Anzeichen einer geistigen Verwirrung.
Als es Zeit zum Schlafengehen ist, bieten Charlie, Fred und Wally  ihren Schutz Joyce an. Charlie und Fred konkurrieren um Joyce’ Gunst, während der gutmütige, etwas ängstliche, trotzdem ständig zu Scherzen aufgelegte Schauspieler Wally von beiden nicht als Konkurrenz gesehen wird. Joyce hat als Teil des Erbes noch einen Umschlag bekommen, den sie erst öffnen soll, wenn sie nachts in ihrem Zimmer ist. Sie öffnet ihn in Gegenwart Wallys: Darin ist ein Rätsel, was zu einem im Garten versteckten, sehr wertvollen Brillanten-Collier führt. Die beiden finden das Collier und Joyce legt es unter ihr Kopfkissen. Sie ist gerade fast eingeschlafen, als sich über ihrem Bett die Wand öffnet und eine Hand nach ihrem Hals greift. Sie ruft um Hilfe, und als die anderen kommen, sind die Hand und das Collier verschwunden und die Wand wieder verschlossen. Die anderen zweifeln nun auch diese Geschichte an und stellen Joyce’ Geisteszustand in Frage. Nur Wally glaubt ihr, untersucht die Wand und findet eine Klappe mit einem Mechanismus, der eine Geheimtür neben dem Bett öffnet. Aus der Tür fällt die Leiche des Rechtsanwalts Crosby, womit Joyce’ Glaubwürdigkeit wiederhergestellt ist.
Joyce will den Rest der Nacht mit Wally in der Bibliothek wach bleiben, da ihr Schlafzimmer mit der Leiche bis zum Eintreffen der Polizei nicht mehr betreten werden soll. Wally hört jedoch Geräusche aus dem Zimmer, öffnet es und stellt fest, dass die Leiche verschwunden ist. Durch die Geheimtür geht er in einen verwinkelten Gang, der bei der Geheimtür in der Bibliothek endet. Auch dort öffnet sich plötzlich die Tür, und Joyce geht mit vorgehaltenem Revolver in den Gang. In dem Gang halten sich auch der (angebliche) Entflohene und der (angebliche) Wärter Hendricks der Irrenanstalt versteckt. Der Entflohene gibt Hendricks das Collier, offenbar als Bezahlung. Doch als Hendricks sich von den Mordtaten distanziert, ersticht der Entflohene ihn und nimmt das Collier wieder an sich. Damit ist klar, dass die Warnung vor dem Entflohenen eine Finte war und hinter dessen Maske einer der Gäste stecken muss.
Joyce läuft durch einen weiteren Gang und kommt im Garten, durch eine Klappe im Boden, wieder ins Freie, verliert dabei aber den Revolver. Der Mörder verfolgt sie bis in ein Gartenhaus, wo Wally die beiden einholt und den Mörder enttarnt: Es ist Charlie, der sich nun durch Abnehmen der Maske zu erkennen gibt und bei Tod oder Geisteskrankheit der Ersatzerbe gewesen wäre. In dem Moment kommt die Haushälterin Miss Lu mit einem Gewehr hinzu und erschießt Charlie.
Am nächsten Tag wird Wally von Journalisten befragt, wie er den Fall gelöst hat: Er fand im Geheimgang die Leiche Crosbys, zugedeckt mit Charlies Mantel, und in der Tasche des Mantels den zweiten Testaments-Umschlag. Außerdem geben Joyce und er bekannt, sich miteinander verlobt zu haben. Das Haus wollen sie aber nicht bewohnen, Joyce hat es Miss Lu geschenkt.

## Stil
Der Film ist zum einen ein Horrorfilm, in dem mit den üblichen Mitteln (wie etwa der sehr dramatischen Musik und der düsteren Stimmung des nächtlichen Gartens) Spannung aufgebaut wird. Zum anderen kann er aber auch als Parodie dieses Genres angesehen werden: Der feige und etwas unbeholfene Wally ist eine eher komische Figur. Außerdem werden typische Krimi- und Horror-Motive in übermäßig großer Zahl verwendet, ein Beispiel ist das Gemälde des früheren Hausbesitzers Mr. Norman, dessen Augen sich bewegen.

## Produktion
Der Film wurde von Paramount Pictures produziert. Die Dreharbeiten begannen am 29. März 1939, und am 10. November des Jahres kam der Film in die amerikanischen Kinos. Er basiert auf dem 1922 erschienenen Theaterstück The Cat and the Canary von John Willard sowie dessen gleichnamiger Stummfilm-Adaption von 1927.
Im Deutschland kam er erst am 4. Juli 1954 in die Kinos, in Österreich am 12. Januar 1951 unter dem Titel Das Testament des Dr. Norman. 2010 erschien er bei Universal Pictures Home Entertainment auf DVD.

## Rezeption
„Schauerdrama und Parodie zugleich, unheimlich, spannend und höchst lächerlich, mit Bob Hope in einer frühen Starrolle.“

## Synchronisation
In der deutschen Fassung von der Berliner Synchron GmbH heißen die beiden Hauptfiguren nicht Joyce und Wally, sondern Jenny und Billy.
| Rolle          | Darsteller          | Synchronsprecher      |
| -------------- | ------------------- | --------------------- |
| Anwalt Crosby  | George Zucco        | Siegfried Schürenberg |
| Bootsmann      | George Regas        | Eduard Wandrey        |
| Charlie Wilder | Douglass Montgomery | Paul Edwin Roth       |
| Fred Blythe    | John Beal           | Gerd Vespermann       |
| Hendricks      | John Wray           | Heinz Lausch          |
| Jenny Norman   | Paulette Goddard    | Erika Goerner         |
| Miss Lu        | Gale Sondergaard    | Lu Säuberlich         |
| Susan Tilbury  | Elizabeth Patterson | Agnes Windeck         |
| Cicily Young   | Nydia Westman       | Ethel Reschke         |
| Billy Campbell | Bob Hope            | Klaus Schwarzkopf     |